# Gressk (meteorito)
El meteorito de Gressk es un meteorito metálico encontrado en 1954 en Pukovo (Unión Soviética, hoy Bielorrusia). De 303 kg de peso, es el segundo mayor meteorito encontrado en la actual Bielorrusia.

## Historia
El meteorito, con un peso de 303 kg, fue encontrado en 1954 cuando se estaba arando en una granja colectiva situada a unos 800 m del pueblo de Pukovo (distrito de Gresk). Al año siguiente, se cargó la masa en un vagón y, después de haber sido limpiada una gruesa capa de óxido de la misma, fue depositada en el almacén central. Habría sido enviada para fundir con la chatarra si no hubiera llamado la atención del director Lopuchov, quien la envió a la Academia de Ciencias de Bielorrusia en Minsk.

## Composición
El meteorito es irregular y tiene forma de cuenco, siendo su longitud total 92 cm y su ancho 54 cm.
En muchos de los límites de los subgranos de camacita se observan varillas de fosfuros. La dureza de la camacita es variable, oscilando entre 160 y 205: los valores más bajos están en aquellas zonas pobres en níquel o fósforo alrededor de los fosfuros. También hay algunos cristales de schreibersita de 0,1 - 0,5 mm con contornos irregulares. La troilita se presenta como granos irregulares dispersos, de 1 a 5 mm de sección transversal..
En la composición elemental de este meteorito hay, además de hierro, un 5,7 - 5,9% de níquel, un 0,45% de cobalto, 177 ppm de germanio, 62 ppm de galio y 7,7 ppm de iridio.

## Clasificación
Las secciones decapadas muestran que el meteorito de Gressk es una hexaedrita. Esta clasificado como un siderito de tipo IIA, al igual que los meteoritos de Coahuila, Bilibino y Boguslavka.